# Pseudokuzicus longidentatus
Pseudokuzicus longidentatus är en insektsart som beskrevs av Chang, Y.-l., Z. Zheng och Hongyi Wang 1998. Pseudokuzicus longidentatus ingår i släktet Pseudokuzicus och familjen vårtbitare. Inga underarter finns listade i Catalogue of Life.